# Lee Archambault
Pour les articles homonymes, voir Archambault (homonymie).
Lee Joseph Archambault dit Bru est un astronaute américain né le 25 août 1960 à Oak Park (Illinois).

## Biographie
Lee Joseph Archambault est né le 25 aout 1960 à Oak Park(Illinois) de l'union de Lee et Mary Ann Archambault. Il considère toutefois Bellwood (Illinois) comme sa ville natale.
En 1978, il sort diplômé du lycée Proviso West à Hillside(Illinois).
Il intègre par la suite l'université d'Illinois-Urbana où il obtient une licence puis un master en ingénierie aéronautique et astronautique.
Il rejoint l'US Air Force en 1985 en tant que pilote de chasse, puis y servira jusqu'en 2012. À cette occasion, il participera aux opérations Desert Shield et Desert Storm durant la guerre du Golfe.
En juin 1998, il est sélectionné par la NASA pour devenir pilote de navette spatiale. Il effectuera deux missions, en 2007 et 2009.
Après sa carrière d'astronaute, Lee Archambault est embauché par la Sierra Nevada Corporation en 2013 pour participer, entre autres, au développement des vaisseaux Dream Chaser.

### Surnom
Son surnom, Bru, fait référence aux unité de supports de bombe (bomb rack unit en anglais). Archambault aurait accidentellement largué une de ses unités durant un entrainement alors qu'il était jeune lieutenant. Ce surnom a été réemployé par la suite lors de ses missions à la NASA.

## Vols réalisés
Il totalise deux vols dans l'espace :
- son premier en tant que pilote de la mission STS-117, du 8 juin au 22 juin 2007.
- son second en tant que commandant de la mission STS-119 lancée le 15 mars 2009, pour amener la poutre S6 de la Station spatiale internationale avec ses panneaux solaires.